# Homer the Moe
Homer the Moe, llamado Homer el Moe en España y La taberna de Homero en Hispanoamérica, es un episodio perteneciente a la decimotercera temporada de la serie animada Los Simpson, emitido originalmente el 18 de noviembre de 2001. El episodio fue escrito por Dana Gould y dirigido por Jen Kamerman. La banda estadounidense R.E.M. fue la estrella invitada.

## Sinopsis
Todo comienza cuando, luego de que Homer cuente una historia extraña sobre Bart cavando un pozo en el patio de atrás, Moe se queja sobre la rutina de la taberna. Rememorando sus días en la Universidad Swigmore, decide volver allí para obtener inspiración, y deja a Homer a cargo del bar temporalmente. En la universidad, Moe se encuentra con su viejo y agonizante profesor por el Cáncer, quien le aconseja renovar su bar para renovarse a sí mismo. Pronto, la taberna cambia y se convierte en un club nocturno para gente de clase alta, llamado "M's", y decorado con estilo posmodernista.
Homer y sus amigos del bar, Lenny, Carl y Barney, se dan cuenta de que no se sienten cómodos entre la nueva clientela de Moe, por lo que abandonan la taberna. Homer decide convertir su garaje en una taberna exclusiva para él y sus amigos. Mientras tanto, Moe se da cuenta de que no se siente mejor con su nuevo bar y que, además, extrañaba a sus amigos, por lo que va en busca de Homer. Llegando a la casa de los Simpson, descubre que el nuevo bar se había vuelto muy popular, y que incluso R.E.M. estaba tocando en vivo. Cuando Moe le dice que era ilegal tener una taberna en una residencia privada, Homer le dice que eso era en realidad un club de caza, en el cual se podían beber bebidas que "sirvan para refrescar", según un libro de leyes. Moe consulta el libro y determina que el club debía realizar actividades de cacería, por lo que Homer decide cazar un pavo para la cena del Día de Acción de Gracias, a pesar de las quejas de Lisa.
Homer, al otro día, va al bosque a buscar un pavo, pero Lisa y Moe se unen para planear detenerlo: usando un silbato que suena como el grito de un puma, logran hacer escapar al pavo cuando Homer le iba a disparar. Sin embargo, Homer confunde el sonido del silbato con un puma de verdad, y le dispara a Moe en la pierna. Luego de disculparse, los Simpson, Moe y R.E.M vuelven a la taberna de Moe, convertida otra vez en su estilo tradicional, para cenar en el Día de Acción de Gracias un pavo donado por la banda, hecho enteramente de tofu y requesón.